# Haplochromis pappenheimi
Haplochromis pappenheimi é uma espécie de peixe da família Cichlidae. 
Pode ser encontrada nos seguintes países: República Democrática do Congo e Uganda.
Os seus habitats naturais são: rios e lagos de água doce. 